# 艾肯
艾肯是瑞士的城鎮，位於該國北部錫斯萊河畔，由阿爾高州負責管轄，面積7.08平方公里，海拔高度330米，2012年人口2,106，人口密度每平方公里297人。